# Élections législatives de 1958 dans le Loiret
Les élections législatives françaises de 1958 se déroulent les 23 et 30 novembre 1958. Dans le département du Loiret, quatre  députés sont à élire dans le cadre de quatre circonscriptions.

## Élus
| Circonscription | Député élu      | Parti | Parti |
| --------------- | --------------- | ----- | ----- |
| 1re             | Henri Duvillard |       | UNR   |
| 2e              | Pierre Gabelle  |       | MRP   |
| 3e              | Pierre Charié   |       | UNR   |
| 4e              | Robert Szigeti  |       | Rad   |

## Système électoral
Pour la première fois depuis 1936, les élections législatives ont lieu au scrutin uninominal majoritaire à deux tours dans des circonscriptions uninominales.
Est élu au premier tour le candidat qui réunit la majorité absolue des suffrages exprimés et un nombre de voix au moins égal au quart (25 %) des électeurs inscrits dans la circonscription. Si aucun des candidats ne satisfait ces conditions, un second tour est organisé entre les candidats ayant réuni un nombre de voix au moins égal à 5 % des suffrages exprimés. Au second tour, le candidat arrivé en tête est déclaré élu.
Le seuil de qualification, basé sur un pourcentage relativement faible des suffrages exprimés, tend à faciliter l'accès au second tour de plus de deux candidats. Les candidats en lice au second tour peuvent ainsi fréquemment être trois, un cas de figure appelé « triangulaire ». Lorsque quatre candidats s'affrontent au second tour, on parle de « quadrangulaire ».

## Résultats

### Résultats à l'échelle du département
| Parti          | Parti                                            | Premier tour | Premier tour | Second tour | Second tour | Sièges |
| Parti          | Parti                                            | Voix         | %            | Voix        | %           | Sièges |
| -------------- | ------------------------------------------------ | ------------ | ------------ | ----------- | ----------- | ------ |
|                | Union pour la nouvelle République                | 43 710       | 25,24        | 67 145      | 38,85       | 2      |
|                | Centre national des indépendants et paysans      | 10 332       | 5,97         | 14 158      | 8,19        | 0      |
|                | Divers droite (gaulliste)                        | 2 004        | 1,16         |             |             | 0      |
|                | Droite parlementaire                             | 56 046       | 32,36        | 81 303      | 47,04       | 2      |
|                |                                                  |              |              |             |             |        |
|                | Parti républicain, radical et radical-socialiste | 36 720       | 21,20        | 36 867      | 21,33       | 1      |
|                | Parti communiste français                        | 30 804       | 17,79        | 36 702      | 21,24       | 0      |
|                | Mouvement républicain populaire                  | 21 684       | 12,52        | 17 958      | 10,39       | 1      |
|                | Section française de l'Internationale ouvrière   | 16 760       | 9,68         | Retrait     | Retrait     | 0      |
|                | Union et fraternité française                    | 11 183       | 6,46         | Retrait     | Retrait     | 0      |
|                |                                                  |              |              |             |             |        |
| Inscrits       | Inscrits                                         | 230 017      | 100,00       | 229 978     | 100,00      | 4      |
| Abstentions    | Abstentions                                      | 50 488       | 21,95        | 52 349      | 22,76       |        |
| Votants        | Votants                                          | 179 529      | 78,05        | 177 629     | 77,24       |        |
| Blancs et nuls | Blancs et nuls                                   | 6 332        | 3,53         | 4 799       | 2,7         |        |
| Exprimés       | Exprimés                                         | 173 197      | 96,47        | 172 830     | 97,3        |        |

### Résultats par circonscription

#### Première circonscription (Orléans-Est)
| Candidat       | Candidat            | Parti          | Premier tour | Premier tour | Second tour | Second tour |  |
| Candidat       | Candidat            | Parti          | Voix         | %            | Voix        | %           |  |
| -------------- | ------------------- | -------------- | ------------ | ------------ | ----------- | ----------- |  |
|                | Henri Duvillard élu | UNR            | 17 389       | 39,91        | 26 702      | 62,33       |  |
|                | Jean Capdeville     | PCF            | 6 601        | 15,15        | 6 980       | 16,29       |  |
|                | Jean Grosbois       | Radsoc         | 6 174        | 14,17        | 9 159       | 21,38       |  |
|                | Roger Barnoux       | MRP            | 5 899        | 13,54        | Retrait     | Retrait     |  |
|                | Louis Fleurigeon    | SFIO           | 5 235        | 12,01        | Retrait     | Retrait     |  |
|                | Paul Lapauze        | UFF            | 2 277        | 5,23         | Retrait     | Retrait     |  |
|                |                     |                |              |              |             |             |  |
| Inscrits       | Inscrits            | Inscrits       | 55 959       | 100,00       | 55 961      | 100,00      |  |
| Abstentions    | Abstentions         | Abstentions    | 10 796       | 19,29        | 11 925      | 21,31       |  |
| Votants        | Votants             | Votants        | 45 163       | 80,71        | 44 036      | 78,69       |  |
| Blancs et nuls | Blancs et nuls      | Blancs et nuls | 1 588        | 3,52         | 1 195       | 2,71        |  |
| Exprimés       | Exprimés            | Exprimés       | 43 575       | 96,48        | 42 841      | 97,29       |  |

#### Deuxième circonscription (Orléans-Ouest)
| Candidat       | Candidat           | Parti                     | Premier tour | Premier tour | Second tour | Second tour |  |
| Candidat       | Candidat           | Parti                     | Voix         | %            | Voix        | %           |  |
| -------------- | ------------------ | ------------------------- | ------------ | ------------ | ----------- | ----------- |  |
|                | Pierre Gabelle élu | MRP                       | 11 199       | 25,44        | 17 958      | 41,22       |  |
|                | Pierre Perroy      | CNIP (UNR)                | 10 332       | 23,47        | 14 158      | 32,49       |  |
|                | André Chène        | PCF                       | 8 346        | 18,96        | 11 455      | 26,29       |  |
|                | Maxime Perrard     | SFIO                      | 5 811        | 13,2         | Retrait     | Retrait     |  |
|                | Paul Trompat       | UFF                       | 3 221        | 7,32         | Retrait     | Retrait     |  |
|                | Jean Questiau      | Radsoc                    | 3 112        | 7,07         | Retrait     | Retrait     |  |
|                | Edgar Cochet       | Divers droite (Gaulliste) | 2 004        | 4,55         |             |             |  |
|                |                    |                           |              |              |             |             |  |
| Inscrits       | Inscrits           | Inscrits                  | 56 665       | 100,00       | 56 654      | 100,00      |  |
| Abstentions    | Abstentions        | Abstentions               | 10 963       | 19,35        | 11 486      | 20,27       |  |
| Votants        | Votants            | Votants                   | 45 702       | 80,65        | 45 168      | 79,73       |  |
| Blancs et nuls | Blancs et nuls     | Blancs et nuls            | 1 677        | 3,67         | 1 597       | 3,54        |  |
| Exprimés       | Exprimés           | Exprimés                  | 44 025       | 96,33        | 43 571      | 96,46       |  |

#### Troisième circonscription (Pithiviers)
| Candidat       | Candidat          | Parti          | Premier tour | Premier tour | Second tour | Second tour |  |
| Candidat       | Candidat          | Parti          | Voix         | %            | Voix        | %           |  |
| -------------- | ----------------- | -------------- | ------------ | ------------ | ----------- | ----------- |  |
|                | Pierre Charié élu | UNR            | 18 993       | 43,89        | 27 279      | 62,86       |  |
|                | Charles Desbois   | Radsoc         | 7 812        | 18,05        | 9 480       | 21,85       |  |
|                | Claude Chansard   | PCF            | 6 161        | 14,24        | 6 636       | 15,29       |  |
|                | Bernard Pilloy    | MRP            | 4 586        | 10,6         | Retrait     | Retrait     |  |
|                | Camille Dozias    | SFIO           | 3 248        | 7,5          | Retrait     | Retrait     |  |
|                | Jacques Albertini | UFF            | 2 479        | 5,73         | Retrait     | Retrait     |  |
|                |                   |                |              |              |             |             |  |
| Inscrits       | Inscrits          | Inscrits       | 58 664       | 100,00       | 58 637      | 100,00      |  |
| Abstentions    | Abstentions       | Abstentions    | 13 836       | 23,59        | 14 275      | 24,34       |  |
| Votants        | Votants           | Votants        | 44 828       | 76,41        | 44 362      | 75,66       |  |
| Blancs et nuls | Blancs et nuls    | Blancs et nuls | 1 549        | 3,46         | 967         | 2,18        |  |
| Exprimés       | Exprimés          | Exprimés       | 43 279       | 96,54        | 43 395      | 97,82       |  |

#### Quatrième circonscription (Montargis - Gien)
| Candidat       | Candidat                | Parti          | Premier tour | Premier tour | Second tour | Second tour |  |
| Candidat       | Candidat                | Parti          | Voix         | %            | Voix        | %           |  |
| -------------- | ----------------------- | -------------- | ------------ | ------------ | ----------- | ----------- |  |
|                | Robert Szigeti élu      | Rad            | 15 041       | 35,54        | 18 228      | 42,37       |  |
|                | Max Nublat              | PCF            | 9 696        | 22,91        | 11 631      | 27,03       |  |
|                | Alfred Lebert           | UNR            | 7 328        | 17,32        | 13 164      | 30,6        |  |
|                | Pierre de Félice        | Radsoc         | 4 581        | 10,83        | Retrait     | Retrait     |  |
|                | Pierre Schmitt          | UFF            | 3 206        | 7,58         | Retrait     | Retrait     |  |
|                | Yves Goëau-Brissonnière | SFIO           | 2 466        | 5,83         | Retrait     | Retrait     |  |
|                |                         |                |              |              |             |             |  |
| Inscrits       | Inscrits                | Inscrits       | 58 729       | 100,00       | 58 726      | 100,00      |  |
| Abstentions    | Abstentions             | Abstentions    | 14 893       | 25,36        | 14 663      | 24,97       |  |
| Votants        | Votants                 | Votants        | 43 836       | 74,64        | 44 063      | 75,03       |  |
| Blancs et nuls | Blancs et nuls          | Blancs et nuls | 1 518        | 3,46         | 1 040       | 2,36        |  |
| Exprimés       | Exprimés                | Exprimés       | 42 318       | 96,54        | 43 023      | 97,64       |  |